# Árpád Pédery
Árpád Pédery (Budapest, Austrohongria, 1 de febrer de 1891 – Łużek, Galítsia, 21 d'octubre de 1914) va ser un gimnasta artístic hongarès que va competir a començament del segle xx.
El 1912 va prendre part en els Jocs Olímpics d'Estocolm, on va guanyar la medalla de plata en la prova del concurs complet per equips del programa de gimnàstica.
Poc després, durant els primers compassos de la Primera Guerra Mundial, va morir en acció de guerra a Galítsia.